# IC 72
IC 72 — галактика типу NF (в процесі підтвердження) у сузір'ї Кит.
Цей об'єкт міститься в оригінальній редакції індексного каталогу.